# Centenario del Ejército Nacional

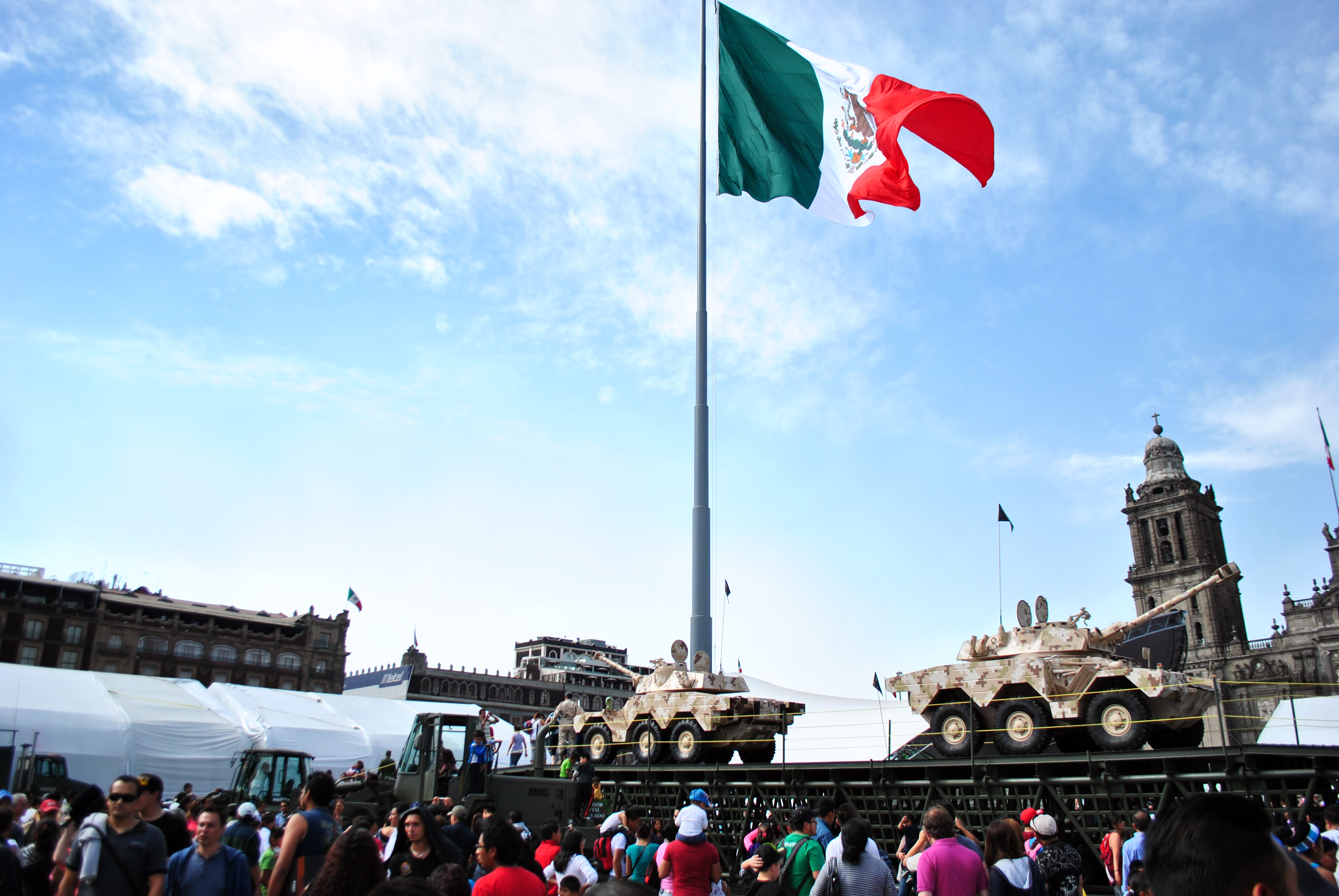
Exposición Centenario del Ejército Mexicano

Se le denomina Centenario del Ejército Nacional al conjunto de celebraciones organizadas por el Gobierno Federal de México en el 2013 para conmemorar el trabajo realizado por la Armada de México. tiene un valor de 15 millones de pesos  

## Antecedentes
Bajo el acuerdo del Gobierno Federal, se declaró 2013, como año de lealtad Institucional y Centenario del Ejército Mexicano, con base en la historia del país, algunos antecedentes son que: al triunfar la Revolución, se dictaron los Tratados de Teoloyucan, por medio de los cuales quedó disuelto el Ejército Federal que sostenía la dictadura de Victoriano Huerta y como consecuencia de ese triunfo, los principios de la Revolución quedaron plasmados en la Constitución de la República promulgada el 5 de febrero de 1917; Así, se declaró que el día diecinueve de febrero de cada año sea considerado como "Día del Ejército" tiene sustento en el Decreto publicado el 22 de marzo de 1950, en el cual se señala el reconocimiento de que el día 19 de febrero de 1913 nació el actual Ejército Mexicano.

## Conmemoraciones

### Magno concierto

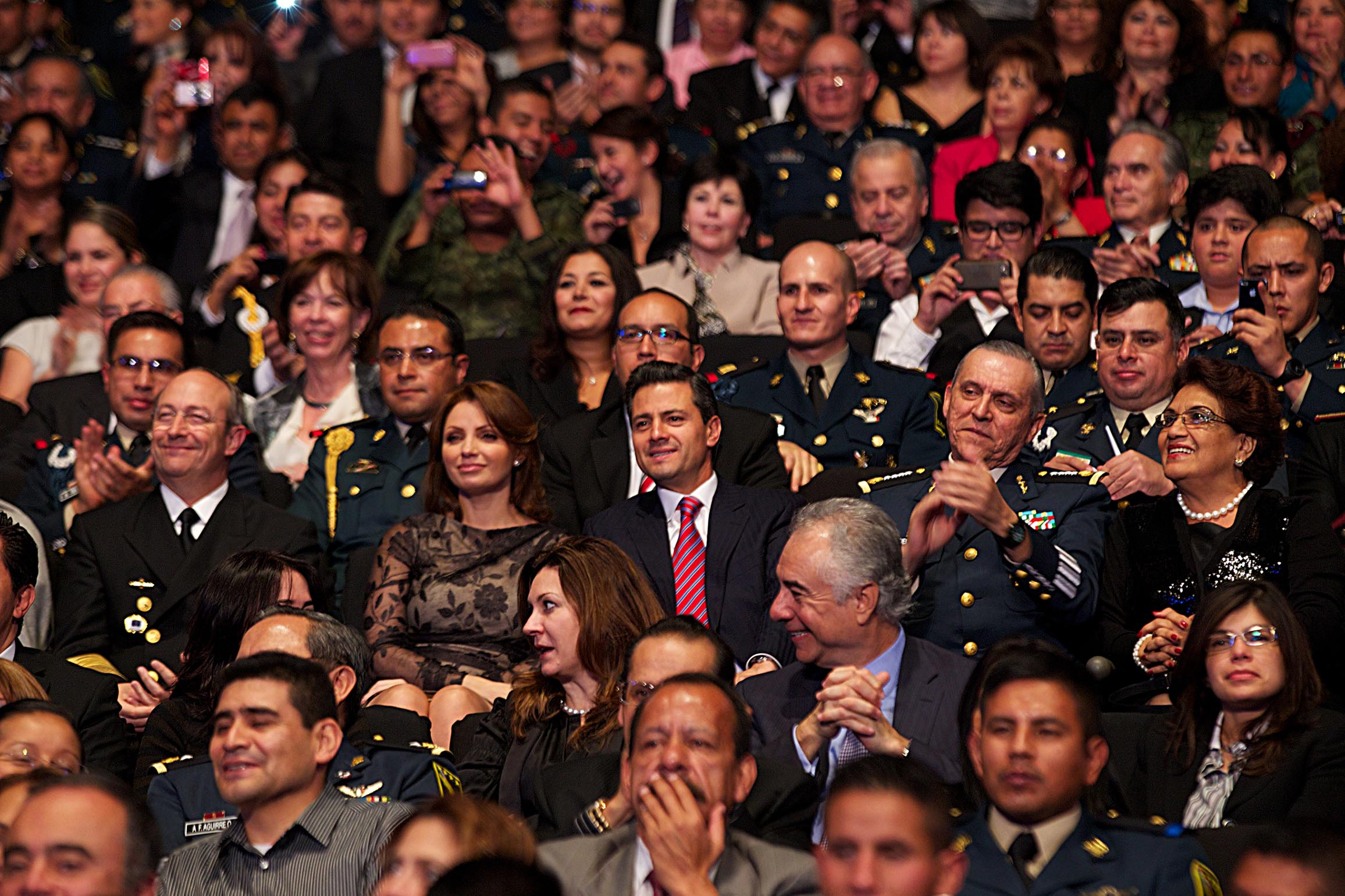
Concierto musical de las Orquestas Sinfónica del Ejército y Fuerza Aérea y Filarmónica de la Armada de México

Para la víspera del Centenario del Ejército Mexicano se realizó un magno concierto en el Auditorio Nacional donde se celebraron a las Fuerzas Armadas. Como invitados especiales acudieron el presidente Enrique Peña Nieto, acompañado por su esposa, Angélica Rivera, además de miembros del gabinete presidencial, legisladores, empresarios y miembros del cuerpo diplomático acreditado en México, así como familiares de los miembros de las Fuerzas armadas.  
En conjunto tocaron las orquestas Sinfónica del Ejército y Fuerza Aérea, y la Filarmónica de la Armada de México, así como los coros de 
ambas instituciones.
Para esta gala, se presentó la obertura "Centenario del Ejército Mexicano", compuesta por el maestro Enrique Quezadas Luna.

### Museo del Centenario del Ejército Nacional
En septiembre del 2013, se llevó a cabo la inauguración del "Museo del Centenario del Ejército Nacional", a través del secretario de la Defensa Nacional (SEDENA), Salvador Cienfuegos Cepeda.
En el museo se presentan más de 250 piezas entre documentos históricos, imágenes, armas y objetos que representan el trabajo y la historia de los militares mexicanos desde su formación hasta la fecha.

### Moneda
El 19 de febrero la Cámara de Diputados aprobó por unanimidad establecer  una moneda conmemorativa del Centenario del Ejército 
Mexicano.La moneda tenía un valor nominal de 20 pesos de forma circular, con un diámetro de 32 milímetros y un contenido de 75 por ciento de cobre y 25 por ciento de níquel.
En el dictamen de la Comisión de Hacienda y Crédito Público, se precisó que la acuñación de la moneda reconoce los 100 años de los 
sucesos históricos con los que se da origen al actual Ejército Nacional.